# Hymenophyllum ruizianum
Hymenophyllum ruizianum är en hinnbräkenväxtart som först beskrevs av Kl., och fick sitt nu gällande namn av Kze. Hymenophyllum ruizianum ingår i släktet Hymenophyllum och familjen Hymenophyllaceae. Inga underarter finns listade.